# ヌールディン・モルセリ
ヌールディン・モルセリ（Noureddine Morceli、アラビア語: نور الدين مرسلي、 1970年2月28日 - ）は、アルジェリアの元陸上競技選手である。男子1500mの元世界記録保持者であり、1996年アトランタオリンピックの男子1500mの金メダリストである。

## 経歴
モルセリは、1991年2月に1500mの世界室内記録（当時）となる3分34秒16を樹立し、その9日後には世界室内選手権を制覇している。同年の世界選手権では、大会新記録の3分32秒84で優勝し、結局1991年はアウトドアでは無敗のまま終わる。
1992年バルセロナオリンピックでは、同年のシーズン当初、1000mの室内世界記録2分15秒26を樹立しており、当然、オリンピックでも優勝候補であったが、非常に遅いペースが災いして7位であった。しかし、オリンピック後の1992年9月には、1500mの世界記録3分28秒86を樹立した。
翌1993年には、スティーブ・クラム（イギリス）が持っていた1マイルの世界記録を8年ぶりに更新する3分44秒39の世界新記録を樹立し、さらに、1994年には3000mで7分25秒11の世界新記録を樹立した。
1995年には2000mでも4分47秒88の世界新記録を出し、その9日後には1500mで自らの世界記録を更新する3分27秒37の世界新記録を樹立した。
モルセリは1996年のシーズン初めに3分29秒50を記録していた。しかし、その年に突如モロッコのヒシャム・エルゲルージが3分29秒51という好記録を出し1996年アトランタオリンピックの金メダル候補に名乗りを上げていた。モルセリにとって非常にプレッシャーがかかる中、オリンピックの決勝は比較的平均ペースで進んでゆく。しかし、決勝のラスト1周になったところで、モルセリの右足とエルゲルージの左足が接触し、エルゲルージは転倒する。一方、モルセリは加速してゆき、前回金メダルのフェルミン・カチョ（スペイン）をおさえ、初の、彼自身唯一となる金メダルを獲得した。

## 主な実績
| 年   | 大会                     | 場所                         | 種目  | 結果 | 記録    |
| ---- | ------------------------ | ---------------------------- | ----- | ---- | ------- |
| 1988 | 世界ジュニア選手権       | サドバリー（カナダ）         | 1500m | 2位  | 3.46.93 |
| 1991 | 世界室内選手権           | セビリア（スペイン）         | 1500m | 1位  | 3.41.57 |
| 1991 | 世界選手権               | 東京（日本）                 | 1500m | 1位  | 3.32.84 |
| 1992 | オリンピック             | バルセロナ（スペイン）       | 1500m | 7位  | 3.41.70 |
| 1993 | 世界選手権               | シュトゥットガルト（ドイツ） | 1500m | 1位  | 3.34.24 |
| 1993 | IAAFグランプリファイナル | ロンドン（イギリス）         | 1500m | 1位  | 3.31.60 |
| 1994 | IAAFグランプリファイナル | パリ（フランス）             | 1500m | 1位  | 3.40.89 |
| 1994 | IAAF陸上ワールドカップ   | ロンドン（イギリス）         | 1500m | 1位  | 3.34.70 |
| 1995 | 世界選手権               | イェーテボリ（スウェーデン） | 1500m | 1位  | 3.33.73 |
| 1995 | IAAFグランプリファイナル | モンテカルロ（モナコ）       | 1500m | 1位  | 3.28.37 |
| 1996 | オリンピック             | アトランタ（アメリカ合衆国） | 1500m | 1位  | 3.35.78 |
| 1996 | IAAFグランプリファイナル | ミラノ（イタリア）           | 1500m | 2位  | 3.39.69 |

## 自己ベスト
- 800m - 1.44.79 (1991年7月29日)
- 1000m - 2.13.73 (1993年7月2日)
- 1500m - 3.27.37 (1995年7月12日)
- 1マイル- 3.44.39 (1993年9月5日)
- 2000m - 4.47.88 (1995年7月3日)
- 3000m - 7.25.11 (1994年8月2日)
- 5000m - 13.03.85 (1994年8月17日)